# Barbići
Barbići je naselje u Republici Hrvatskoj, u sastavu Općine Raša, Istarska županija. 

## Stanovništvo
Prema popisu stanovništva iz 2001. godine, naselje je imalo 66 stanovnika te 22 obiteljskih kućanstava.
| broj stanovnika |       |       | 156   | 212   | 231   | 252   |       |       | 137   | 146   | 138   | 115   | 86    | 84    | 66    | 66    | 55    |
|                 | 1857. | 1869. | 1880. | 1890. | 1900. | 1910. | 1921. | 1931. | 1948. | 1953. | 1961. | 1971. | 1981. | 1991. | 2001. | 2011. | 2021. |

## Povijest
Barbići su bili propulzivno naselje s crkvom, grobljem, školom, trgovinama i gostionicama. Dvije ovdašnje obitelji (Mohorović i Schira) kupile su velike posjede u današnjem Podlabinu između dva svjetska rata. Barbići su mjesto velikog stradanja u II. svjetskom ratu. Naime, nacistički okupatori su 7. listopada 1943. godine pogubili 33 žitelja Barbića i Kunja, te spalili Barbići. Bio je to težak udarac za ovo naselje, od kojega se nikada nije potpuno oporavilo. Nešto kasnije s radom prestaje i škola. Danas u Barbićima ne postoje više trgovine, ni gostionice. 

## Znamenitosti
U naselju se nalazi kapela sv. Augustina. Kapela je sagrađena godine 1720. na mjestu ranije crkve. Pravokutna građevina pokrivena plitkim dvostrešnim krovom, nad pročeljem je zidana preslica s jednim zvonom. U unutrašnjosti je zidani oltar i drveni kip sv. Augustina.